# NGC 3040
NGC 3040 je galaksija u zviježđu Lavu.

## Vanjske poveznice
- SEDS: NGC 3040